# Coryanthes
Coryanthes Hook. 1831. Es un género con 53 especies de orquídeas epífitas simpodiales.  Se distribuyen en toda la América tropical. Orquídeas muy complejas que se encuentran en asociación con colonias de hormigas.

## Descripción
Todas las especies de este género son epífitas con un desarrollo simpodial.  Las raíces son aéreas, blancas y muy finas, desarrollándose en densos paquetes. Algunas raíces se desarrollan hacia arriba en vez de colgar hacia abajo. Esta especialización ayuda en la formación de grandes madejas de raíces aéreas. Muchas se encuentran en asociación con las hormigas de nidos.
Los pseudobulbos cónicos son acanalados y de unos 8 cm de longitud. Dos hojas alternas se producen en el ápice de cada pseudobulbo. Las hojas son coriáceas y con venas pronunciadas, llegando hasta unos 30 cm de longitud.
Las inflorescencias son en racimos desarrollándose desde la base de los pseudobulbos. Los tallos primero crecen hacia arriba, pero pronto se doblan y quedan péndulos. Las numerosas flores son de las más complejas de las orquídeas. Las flores están perfectamente adaptadas para la polinización de una determinada especie de insecto. Polinizadas por abejas machos euglosinas que son atraídas por un fuerte olor que produce la flor y que coleccionan en sus patas posteriores. Cada especie produce un olor característico, para atraer a diferentes especies de abejas.

Las especies de Coryanthes se desarrollan bien en una mezcla 3:1 de corteza de pino de grano fino y musgo sphagnum, pero tienen un desarrollo menos vigoroso que Gongora. En función de las bajas temperaturas el riego debe de ser reducido, pero sin que los pseudobulbos se arrugen demasiado.
El género Coryanthes está estrechamente relacionado con Stanhopea, Gongora, Cirrhaea, y Peristeria.

## Hábitat
Se desarrollan en  bordes de arroyos en las selvas húmedas bajas hasta una altitud de 1200 m en toda la América tropical.

## Taxonomía
El género fue descrito por William Jackson Hooker y publicado en Botanical Magazine 58: t. 3102. 1831.
Etimología
El nombre Coryanthes (abreviado Crths.) procede del griego "korys" = "casco" y de "anthos" = "flor" en alusión al epiquilo del labelo parecido a un casco.

## Especies deCoryanthes
- Coryanthes albertinae  H.Karst. (1848)
- Coryanthes alborosea  C.Schweinf. (1943)
- Coryanthes angelantha  Archila (2007)
- Coryanthes bergoldii  .D.Kenn. ex Dodson (1982)
- Coryanthes bicalcarata  Schltr. (1921)
- Coryanthes boyi  Mansf. (1928)
- Coryanthes bruchmuelleri  Rchb.f. (1876)
- Coryanthes cataniapoensis  G.A.Romero & Carnevali (1989)
- Coryanthes cavalcantei  M.F.Silva & A.T.Oliveira (1996)
- Coryanthes dasilvae  F.Barros (2001)
- Coryanthes elegantium  Linden & Rchb.f. (1868)
- Coryanthes elianae  M.F.Silva & A.T.Oliveira (1998)
- Coryanthes feildingii  Lindl. (1848)
- Coryanthes flava  G.Gerlach (1991)
- Coryanthes gerlachiana  Senghas (1993)
- Coryanthes gernotii  G.Gerlach & G.A.Romero (1991)
- Coryanthes gomezii  G.A.Romero & G.Gerlach (2000)
- Coryanthes gustavo-romeroi  Archila (2007)
- Coryanthes horichiana  Jenny (1986)
- Coryanthes hunteriana  Schltr. (1922)
- Coryanthes javieri  Archila (2007)
- Coryanthes kaiseriana  G.Gerlach (2003)
- Coryanthes lagunae  Manara & Bergold (2004)
- Coryanthes leferenziorum  G.Gerlach (1990)
- Coryanthes leucocorys  Rolfe (1891)
- Coryanthes macrantha  (Hook.) Hook. (1831)
- Coryanthes macrocorys  Rolfe (1892)
- Coryanthes maculata  Hook. (1831) -
- Coryanthes maduroana  G.Gerlach (2004)
- Coryanthes mastersiana  F.Lehm. (1891)
- Coryanthes melissae  Archila (2007)
- Coryanthes minima  A.T.Oliveira & J.B.F.Silva (2001)
- Coryanthes misasii  G.A.Romero & G.Gerlach (1991)
- Coryanthes miuaensis  M.F.Silva & A.T.Oliveira (1998)
- Coryanthes oscarii  Archila (2007)
- Coryanthes pacaraimensis  Campacci & J.B.F.Silva (2007)
- Coryanthes panamensis  G.Gerlach (1993)
- Coryanthes pegiae  G.A.Romero (1986)
- Coryanthes picturata  Rchb.f. (1864)
- Coryanthes powellii  Schltr. (1922)
- Coryanthes recurvata  Archila (2007)
- Coryanthes seegeri  G.Gerlach (1987)
- Coryanthes selbyana  Archila (2007)
- Coryanthes senghasiana  G.Gerlach (1988)
- Coryanthes speciosa  Hook. (1831)
- Coryanthes thivii  Kropf & Seeger (1999)
- Coryanthes toulemondiana  G.Gerlach & [Thassilo Franke|[T.Franke]] (1994)
- Coryanthes tricuspidata  G.Gerlach (1993)
- Coryanthes trifoliata  C.Schweinf. (1944)
- Coryanthes vasquezii  Dodson (1982)
- Coryanthes verrucolineata  G.Gerlach (1989)
- Coryanthes vieirae  G.Gerlach (1991)
- Coryanthes villegasiana  Peláez (2006)